# Hervé Duclos-Lassalle

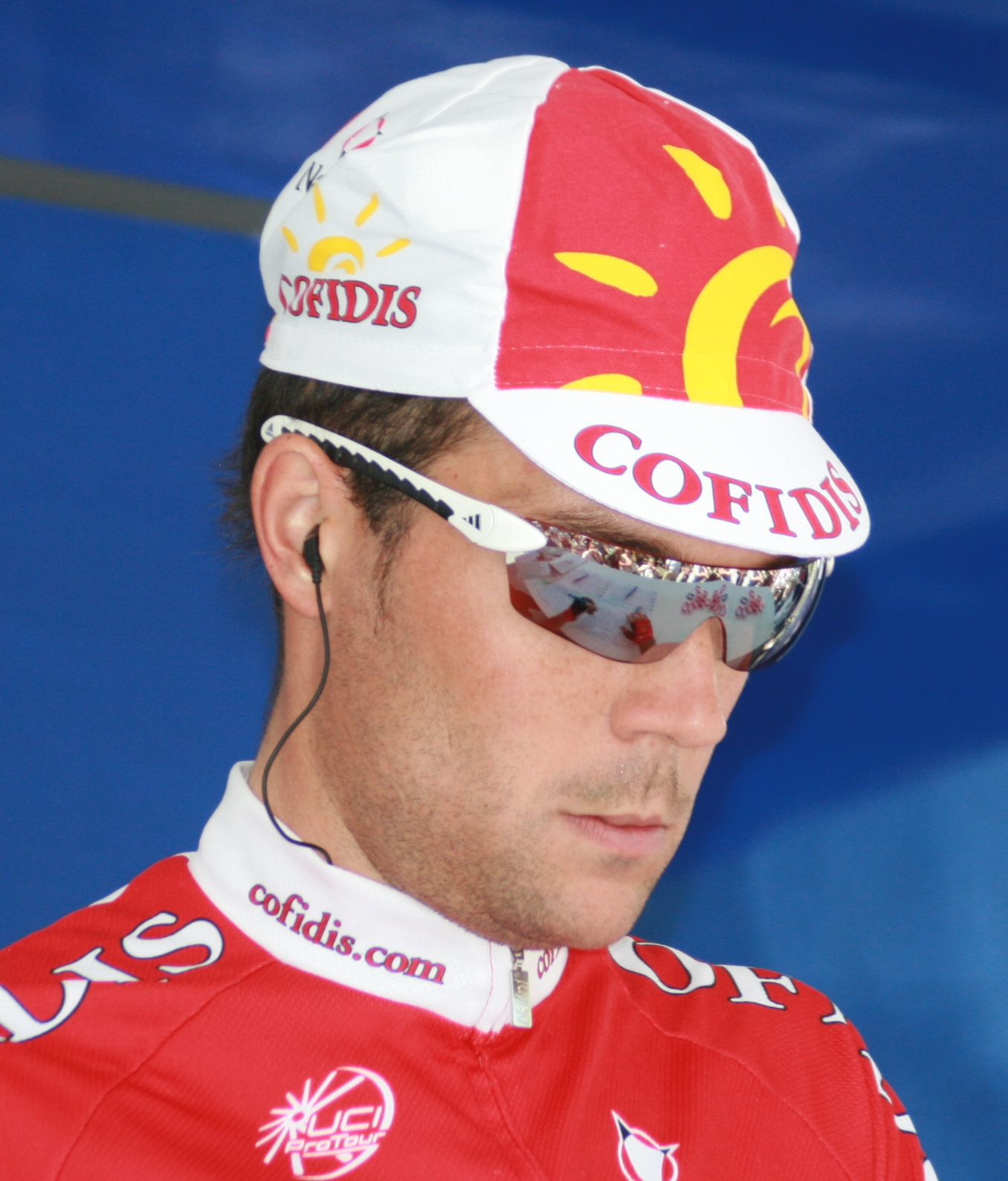
Hervé Duclos-Lassalle (2008)

Hervé Duclos-Lassalle (* 24. Dezember 1979 in Pau, Frankreich) ist ein ehemaliger französischer Radrennfahrer.
Hervé Duclos-Lassalle fuhr 2003 und 2004 für das Farmteam der französischen Radsportteam Crédit Agricole. Er gewann in dieser Zeit die Tour du Loir-et-Cher und eine Etappe bei der Vuelta a Navarra. 2005 wechselte er zum ProTeam Cofidis. Seinen ersten Erfolg für diese Mannschaft konnte der Franzose am 3. Februar 2008 feiern, als er als Solist das Eintagesrennen Grand Prix d’Ouverture La Marseillaise gewann.
Hervé ist der Sohn des französischen Radsportlers Gilbert Duclos-Lassalle, der unter anderem zweimal Paris–Roubaix gewann.

## Erfolge
2003
- Tour du Loir-et-Cher

2004
- eine Etappe Vuelta a Navarra

2008
- Grand Prix d’Ouverture La Marseillaise

## Teams
- 2003–2004 Crédit Agricole (Nachwuchsteam)
- 2005–2009 Cofidis